# Tolls hållplats

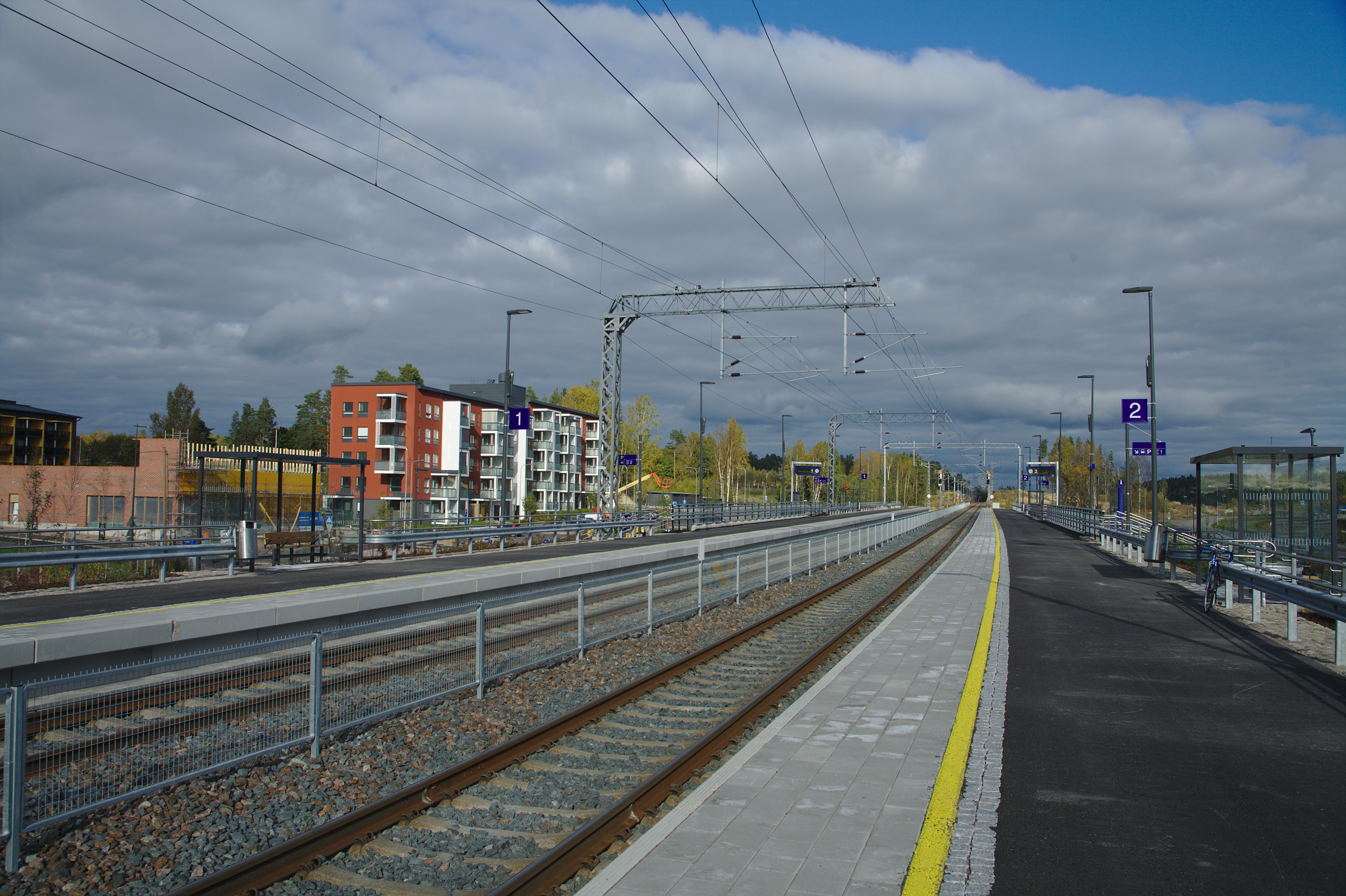
Tolls järnvägsstation 2015

Tolls hållplats (Tol, finska Tolsan seisake) är en järnvägshållplats i Kyrkslätt. Den ligger mellan stationerna Jorvas och Kyrkslätt. Avståndet från Helsingfors järnvägsstation är cirka 35 kilometer. Vid stationen stannar närtrafikens tåg L och U (Helsingfors-Kyrkslätt).